# Fattore di qualità (geofisica)
Il fattore di qualità delle rocce (Q) è una delle quantità utilizzate in Geofisica (ed in particolare sismologia) per la stima delle caratteristiche attenuative del mezzo terrestre.

## Definizione
Il fattore di qualità Q è una quantità in linea di principio dipendente dalla frequenza, e definibile in termini di perdita relativa di energia E per ciclo d'onda come:
{\displaystyle {\frac {1}{Q}}=-{\frac {\Delta E}{2\pi E}}} (1)
dove ΔE ≤ 0 è la frazione di energia spesa per ciclo d'onda, nell'ipotesi |ΔE|«E.

## Attenuazione e fattore di qualità
Dalla definizione di ΔE, definita ΔE(R) l'energia spesa in un tratto ΔR tale che:
{\displaystyle {\frac {\Delta E}{\lambda }}={\frac {\Delta E(R)}{\Delta R}}} (2)
si ottiene:
{\displaystyle {\frac {\Delta E(R)}{E}}={\frac {\Delta E\Delta R}{\lambda E}}={\frac {2\pi }{Q\lambda }}\Delta R=\eta \Delta R} (3)
dove λ indica la lunghezza d'onda, ed η il coefficiente di attenuazione.
Dalla (3) appare chiaro come, all'aumentare del fattore di qualità, diminuisca l'energia dissipata dall'onda nel mezzo. Nell'ipotesi di debole anelasticità della terra (Q > 100), si consideri un'onda monocromatica, ossia caratterizzata da un'unica componente in frequenza. L'energia di un pacchetto d'onda (sismogramma) è proporzionale all'ampiezza dell'onda al quadrato ({\displaystyle E=k*A^{2}}); differenziando:
{\displaystyle {\frac {dE}{E}}={\frac {2dA}{A}}} (4)
ed approssimando i differenziali con incrementi finiti, si ottiene:
{\displaystyle {\frac {\Delta E}{E}}{\tilde {=}}{\frac {2\Delta A}{A}}{\tilde {=}}{\frac {2\pi }{Q(f)}}\Longrightarrow {\frac {1}{Q}}{\tilde {=}}{\frac {\Delta A}{\pi A}}} (5)
dove ΔA è la variazione di ampiezza per ciclo d'onda.
Se x è una coordinata spaziale in una qualsiasi direzione, possiamo scrivere:
{\displaystyle \Delta A={\frac {dA}{dx}}*\lambda } (6)
e, ponendo la definizione di ΔA nella (5), otteniamo:
{\displaystyle {\frac {dA}{dx}}*\lambda ={\frac {\pi A}{Q}}} (7)
Risolvendo questa equazione per A, e ponendo λ = vT = 2πv/ω, dove v è la velocità dell'onda, si ottiene:
{\displaystyle A(x,Q,\omega )=A_{0}*\exp(-{\frac {\omega x}{2vQ}})} (8)
dalla quale risulta chiara la dipendenda dell'ampiezza delle onde sismiche da Q.

## Q intrinseco e di scattering
L'energia persa per dissipazione anelastica dall'onda nel corso della propagazione è di solito misurata attraverso il coefficiente di  attenuazione intrinseca; tale dissipazione è causa di decadimento in ampiezza delle onde di volume e di superficie con la distanza e con la frequenza. È unanimemente riconosciuto che l'attenuazione intrinseca sia da associarsi a dislocazioni su piccola scala di cristalli, frizioni e movimenti di fluidi interstiziali, che convertono energia vibrazionale in calore; molteplici lavori propongono diversi meccanismi di attenuazione, in alcuni dei quali i fattori di qualità risultano dipendenti dalla frequenza, mentre in altri risultano indipendenti da essa.
Una delle cause principali di attenuazione è, dunque, la perdita di energia per riscaldamento del mezzo attraversato; possiamo quindi definire un fattore di qualità intrinseco, strettamente legato alle perdite di energia per dissipazione anelastica, attraverso la relazione:
{\displaystyle {\frac {\Delta E(R)^{I}}{E}}={\frac {2\pi }{\lambda Q_{I}}}}
A produrre attenuazione non sono però soltanto fenomeni termici; l'onda primaria risulta infatti attenuata da processi di scattering, ovvero di ridistribuzione dell'energia dell'onda per riflessione, rifrazione e conversione, con generazione di onde secondarie.
I fenomeni di scattering dipendono dalle dimensioni delle eterogeneità presenti nel mezzo di indagine. Diverse fenomenologie si hanno a seconda delle dimensioni relative fra lunghezza d'onda incidente e dimensioni caratteristiche delle eterogeneità presenti nel materiale. L'energia trasferita dalle onde primarie alle scatterate durante il tragitto risulta funzione del cammino libero medio. Quest'ultimo è definito in campo sismologico come il tragitto medio effettuato dai pacchetti d'onda prima di incontrare un centro di scattering, e risulta ovviamente funzione della densità dei centri di scattering nel mezzo. Per parametrizzare lo scattering dobbiamo definire la densità numerica dei centri di scattering per unità di volume n, e la sezione d'urto σ, per ottenere:
{\displaystyle {\frac {\Delta E(R)^{S}}{E}}=\sigma n\Delta R}
e, richiamando l'equazione, definire un fattore di qualità di scattering tramite:
{\displaystyle {\frac {2\pi }{\lambda Q_{S}}}=\sigma n}
Poiché i due tipi di attenuazione sono generalmente considerati indipendenti, il loro effetto totale è semplicemente:
{\displaystyle Q_{T}^{-1}=Q_{I}^{-1}+Q_{S}^{-1}}
Esistono numerosi metodi atti a separare il contributo intrinseco da quello dovuto allo scattering.